# Pusong (Kembang Tanjong)
Pusong is een bestuurslaag in het regentschap Pidie van de provincie Atjeh, Indonesië. Pusong telt 478 inwoners (volkstelling 2010).